# Groppensteinschlucht

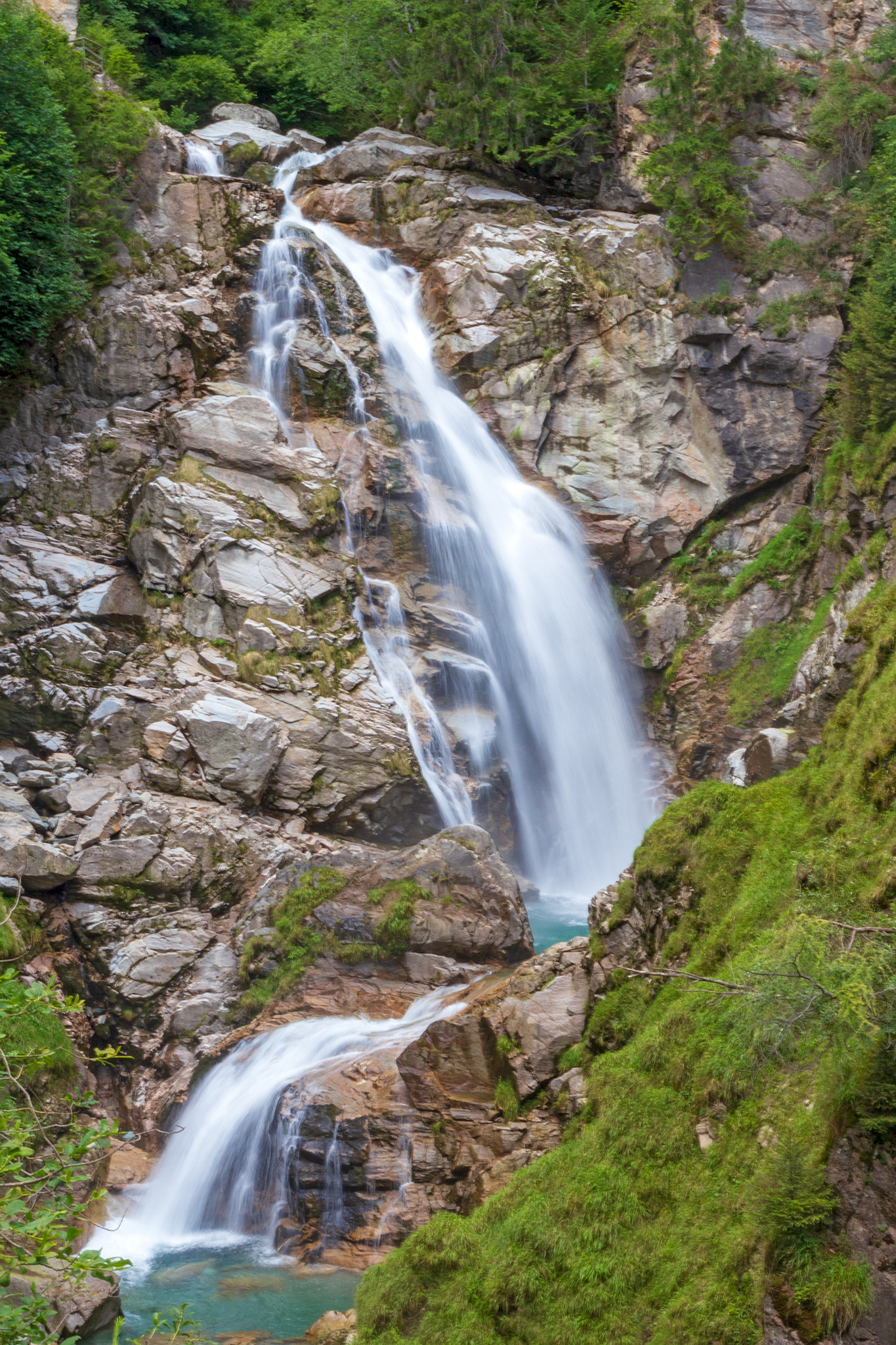
Groppensteinfall

Die Groppensteinschlucht ist ein Schluchtabschnitt des Mallnitzbaches im unteren Mallnitztal in der Marktgemeinde Obervellach in Kärnten, Österreich.

## Entstehung
Das eiszeitlich geprägte Hängetal zwischen Obervellach und dem etwa 500 m höher gelegenen Mallnitz, entstand durch die unterschiedliche Mächtigkeit und Tiefenerosion der Gletscherströme des Möll- und Mallnitztales. Nach dem Gletscherrückgang führte der erhöhte Schmelzwasserabfluss zum tiefen Einschneiden des Mallnitzbaches und dadurch zur Bildung der Rabisch- und Groppensteinschlucht. Diese durchschneiden die geologischen Einheiten des Tauernfensters und der Schieferhülle und werden von Wasserfällen, Kolken und Felsformationen begleitet. Auf Höhe von Lassach sind beide Schluchten durch eine Verebnungsfläche mit Bergsturzmassen des Auernig unterbrochen. Am Ausgang der Schluchten breitet sich ein Schwemmkegel bis zum südlichen Rand des Mölltales aus. Namensgeber der Schlucht ist die nahe der Einmündung des Mallnitzbachs in die Möll gelegene Burg Groppenstein.

## Schluchtweg

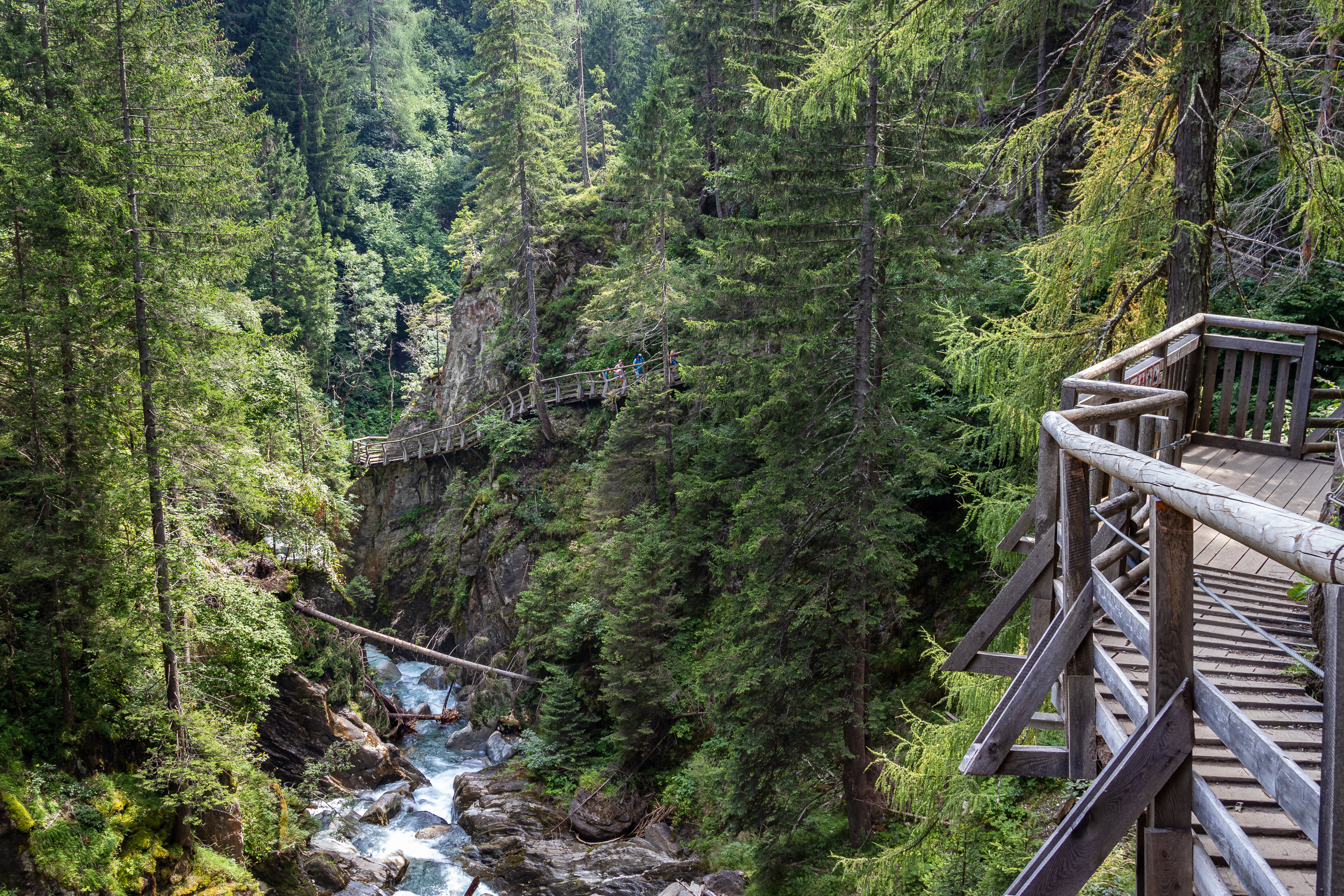
Schluchtweg am Rand der Steilwand

Der Eingang zur Groppensteinschlucht befindet sich in der Ortschaft Raufen auf 692 m, wo der Eintritt am historischen Mautturm entrichtet wird. Am Eingang lädt das „5-sinnige weise Haupt“ dazu ein, den Weg mit all seinen Sinnen zu genießen. Über Brücken und Steige, durch Fichten- und Lärchenwald, vorbei am Raufenfall mit Kolken, Stromschnellen und bizarren Felsen führt der erste Teil des Schluchtenweges schließlich bis zum 30 m hohen Groppensteinwasserfall. Anschließend verengt sich die Schlucht und führt entlang von Felswänden bis zum Beginn einer 2011 geschaffenen Steiganlage aus Holz- und Stahlkonstruktionen, die direkt an die steilen Felswände montiert sind und den 40 m hohen Zechnerfall erschließen, wo sich auch eine Aussichtsplattform befindet. Danach erfolgt der Ausstieg auf 922 m, wobei der Abstieg größtenteils über die Semslach-Straße und an der Burg Groppenstein vorbei zurück zum Einstieg erfolgt. Der Schluchtenweg ist etwa 2500 m lang und führt über rund 230 Höhenmeter.
Die Rabisch- und Groppensteinschlucht bilden zusammen den längsten Schluchtenweg Kärntens. Mit der im nahen Flattach gelegenen Raggaschlucht zählen sie zum Oberkärntner Schluchtenweg. Realisiert wurde er mit Unterstützung des BMLFUW, des Landes Kärnten und der EU.

## Gefahren
Die von Mai bis Oktober zugängliche Groppensteinschlucht birgt wie viele begehbare Schluchten und Klammen die Gefahr durch Hochwasser, weshalb sie bei Regenfällen geschlossen bleibt. Durch ein seit vielen Jahrzehnten in Mallnitz betriebenes Wasserkraftwerk der ÖBB, welches in unregelmäßigen Abständen je nach Wassermenge eine automatische Spülung durchführt, besteht die Gefahr eines plötzlichen Wasserschwalls, weshalb das Baden in der Schlucht verboten ist.

## Galerie

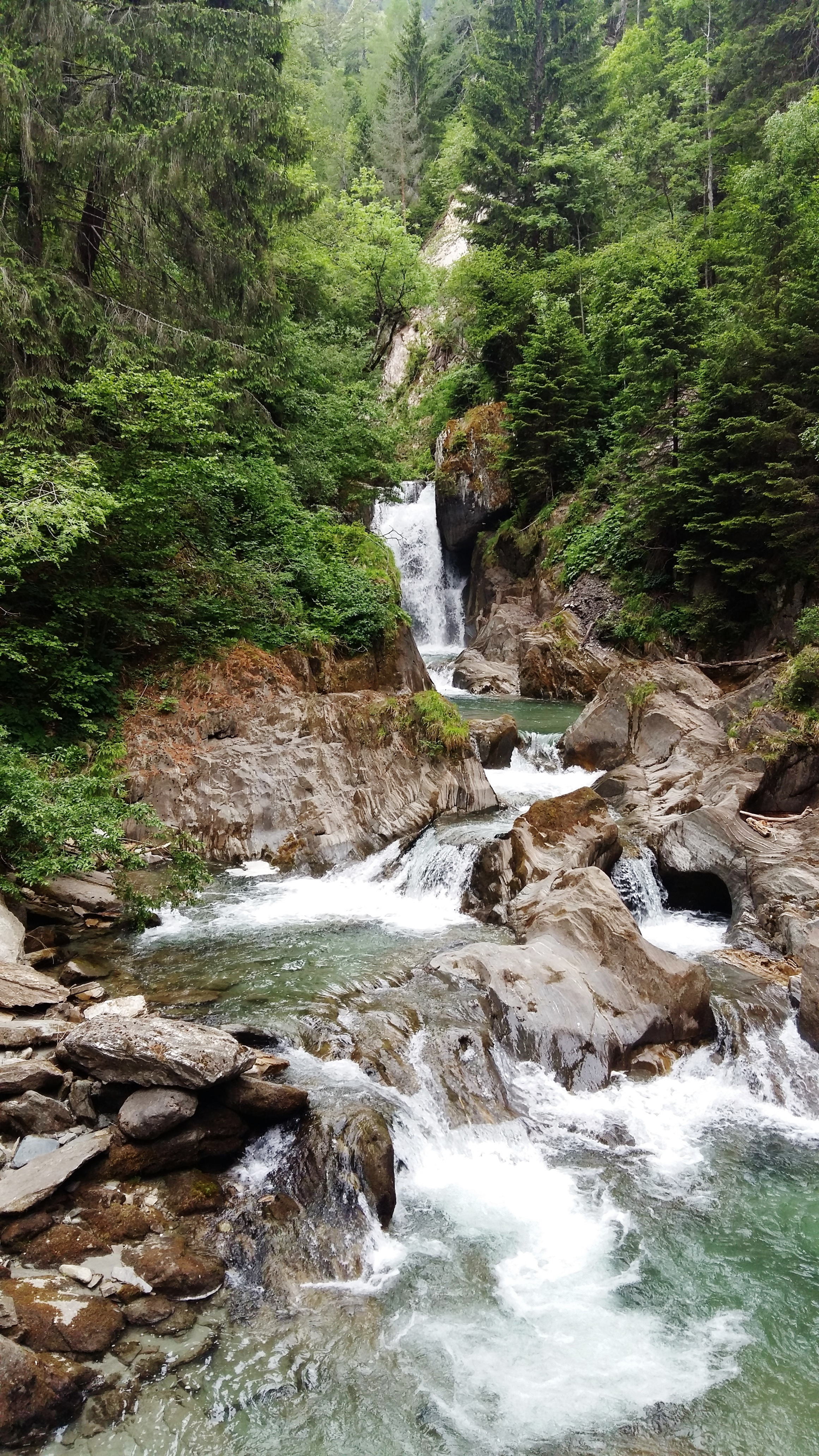
Anfangsbereich mit Raufenfall
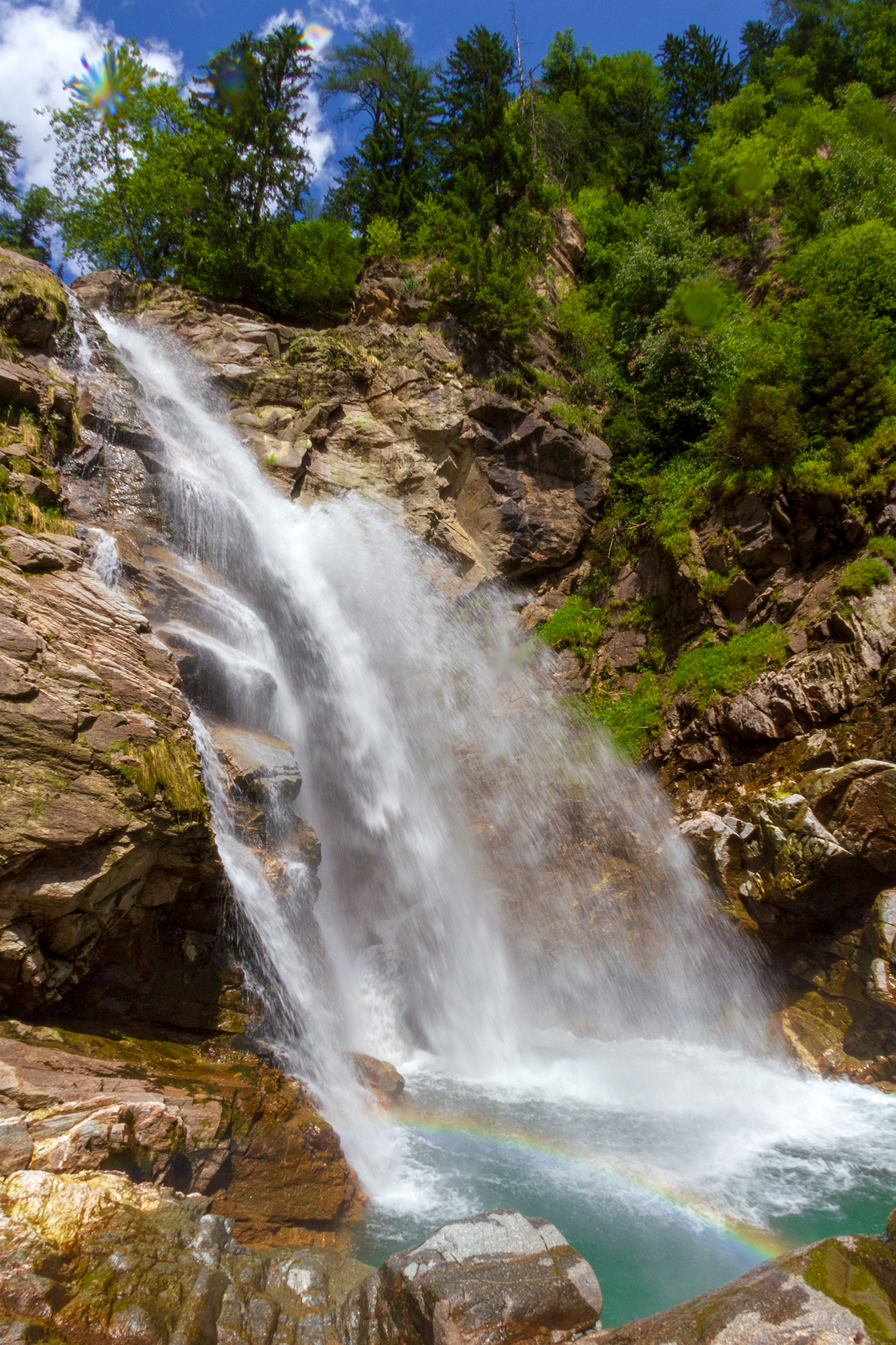
Groppensteinfall
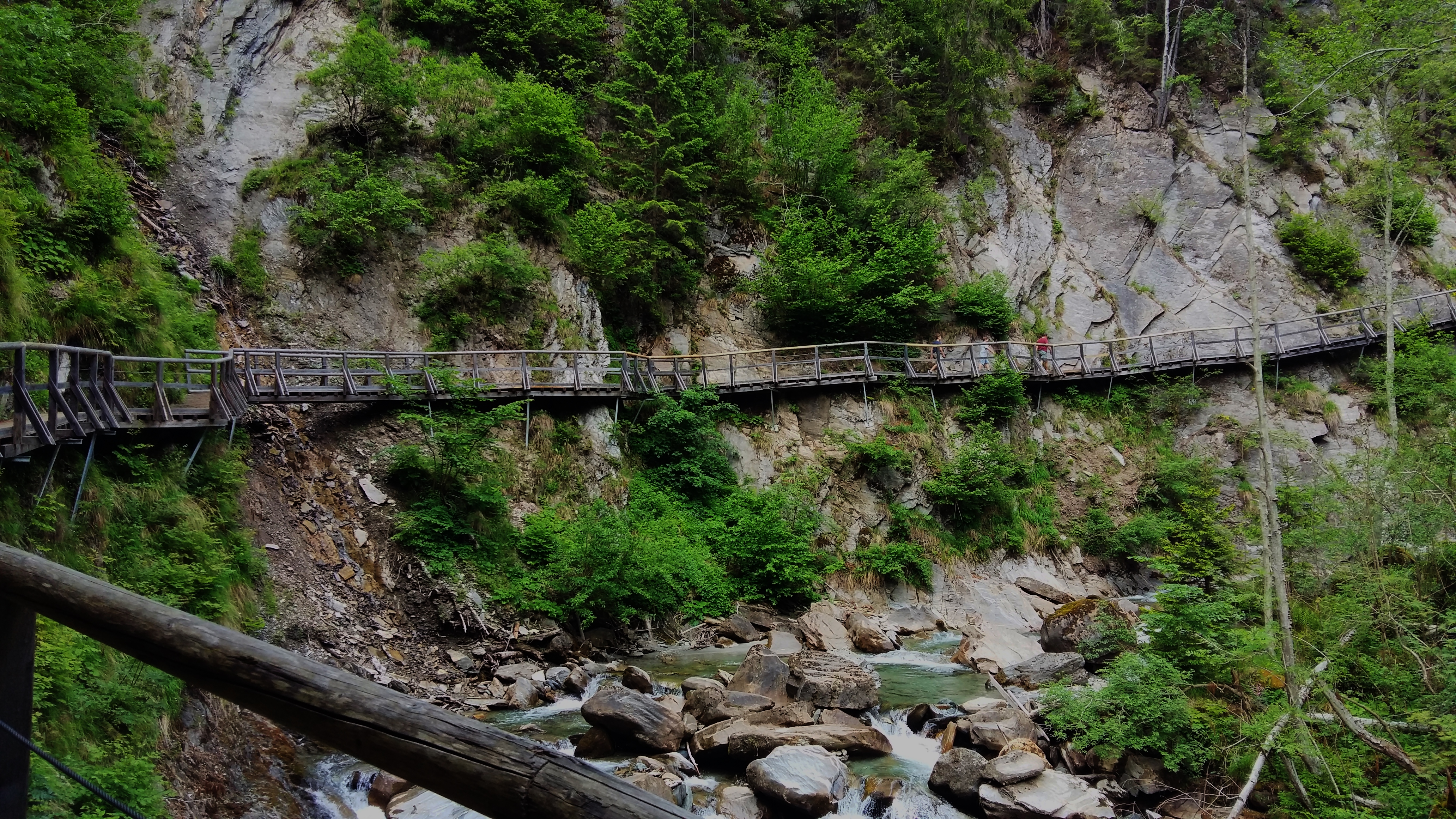
Schluchtsteig entlang des Mallnitzbaches
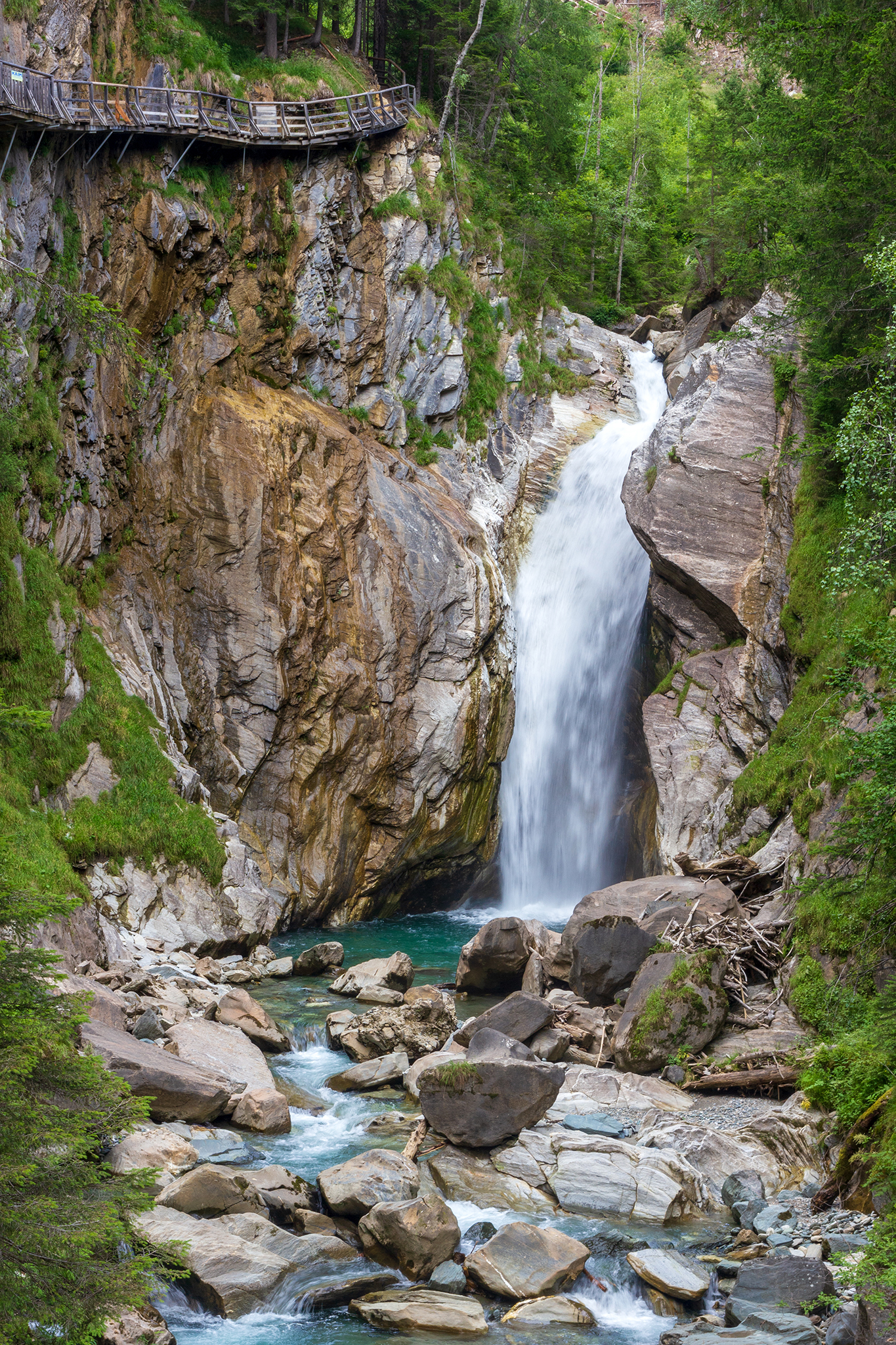
Schluchtsteig am Zechnerfall